# Ligier JS P217
Chronologie des modèles
Ligier JS P2
La Ligier JS P217 est un prototype de type le Mans construit par Onroak Automotive et baptisé en partenariat avec l'ancien pilote de course français Guy Ligier. La Ligier JS P217 a été construite pour répondre aux règlements de la FIA et de l'ACO 2017 pour la catégorie LMP2 du Championnat du monde d'endurance FIA. La voiture est également conforme au règlement du Championnat WeatherTech unifié des voitures de sport de l'International Motor Sports Association (IMSA) pour la classe Prototype. 
Elle a été active dans ces deux championnats ainsi que dans l'European Le Mans Series. Le prototype a fait ses débuts en compétition aux 24 Heures de Daytona 2017 et ses débuts en Championnat du monde d'endurance FIA lors des 6 Heures de Spa 2017. La Nissan Onroak DPi engagée sur le continent américain en United SportsCar Championship était basée sur ce châssis.

## Aspects techniques

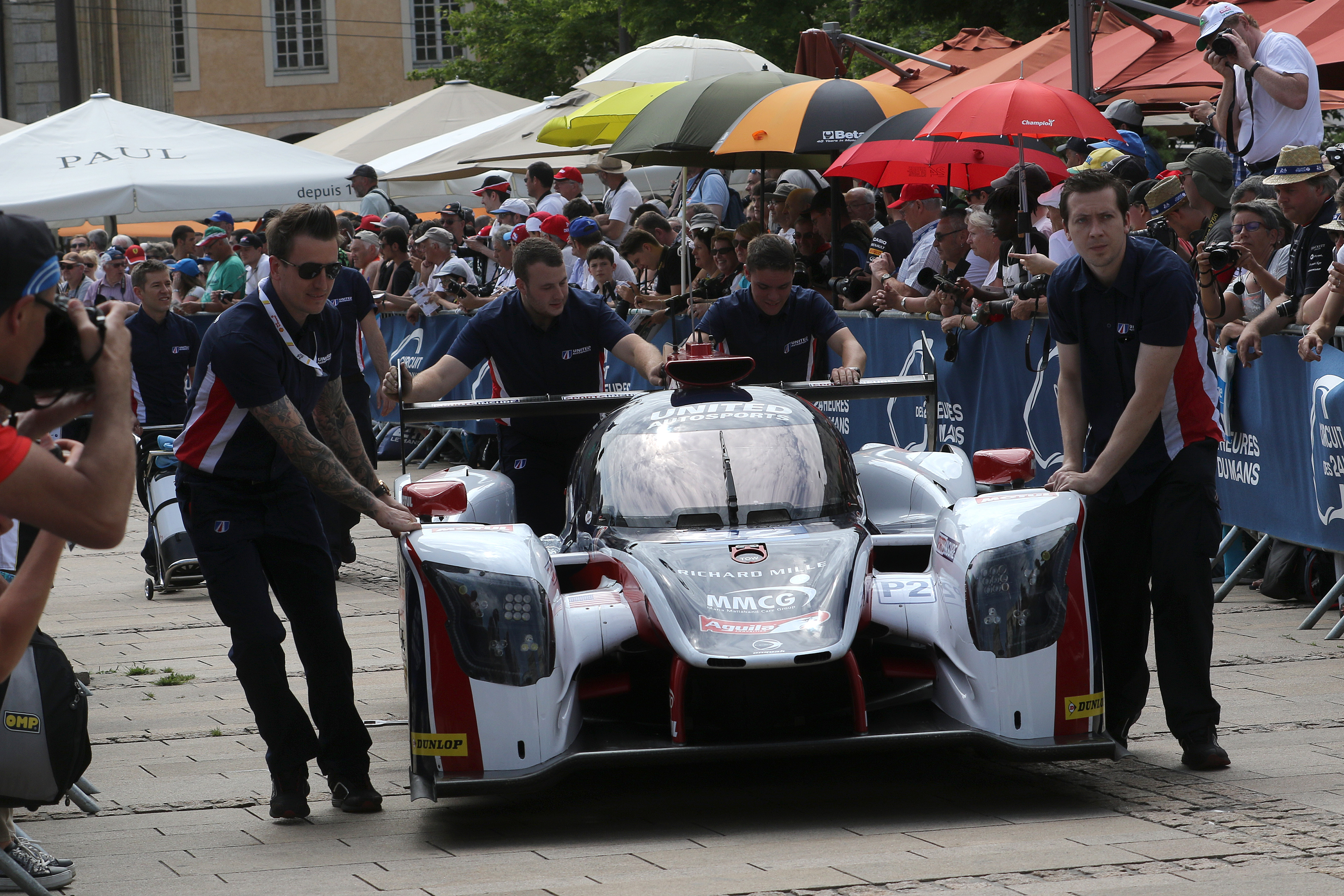
Ligier JS P217 de United Autosports au pesage du Mans en 2017.

Conçue et développée par la structure Onroak Automotive dirigée par Jacques Nicolet, la JS P217 est construite selon les réglementations techniques LMP2 2017 de l'Automobile Club de l'Ouest, avec des travaux aérodynamiques approfondis réalisés par CFD et dans la soufflerie à 40% de Ruag en Suisse.
Les principaux objectifs de conception de la JS P217 sont énumérés dans la brochure de la voiture en mettant l'accent sur « l'alimentation en air des radiateurs du moteur, le refroidissement des freins avant et arrière, l'efficacité aérodynamique et la finesse » en termes d'aérodynamique. En termes de conception mécanique, les objectifs sont : « gestion du poids et répartition mécanique optimisée, efficacité mécanique des essieux avant et arrière, confort du conducteur, espace, ergonomie et visibilité, tout en intégrant les nouvelles règles de sécurité, système de climatisation cockpit, direction assistée LMP1, rétroviseurs électriques et caméra arrière en option, vitesse de changement de pneu (nouvel essieu, écrou, jante), accès pour les mécaniciens à l'avant de la monocoque, facilité de transition de la version sprint à la version Le Mans, nombre réduit de pièces de carrosserie ».
La voiture utilise un type d'échangeur de chaleur seulement vu précédemment en LMP1 et en Formule 1. En théorie, cela donne un avantage notable à la voiture en termes de flux d’air.
À la fin de l'année 2016, à Daytona, la JS P217 a participé à un test IMSA, sous une forme non encore homologuée,.

## Histoire en compétition
La Ligier JS P217 est dévoilée au public, le 24 septembre 2016,. 
Le premier engagement officiel en compétition de la Ligier JS P217 a été fait par l'écurie américaine PR1/Mathiasen Motorsports aux 24 Heures de Daytona 2017. Pour cette première course, elle obtient une 8e place sur la grille de départ et termine le double tour d'horloge à la 35e place. 
En Europe, les premiers tours de roue de la Ligier dans un cadre officiel ont été réalisés par les écuries Algarve Pro Racing, IDEC Sport Racing, United Autosports, Tockwith Motorsports, Panis-Barthez Compétition et ARC Bratislava lors des essais officiels 2017 de l'European Le Mans Series à Monza. 
La Ligier JS P217 commence alors sa première campagne européenne dans l'European Le Mans Series avec plusieurs écuries. Cette saison se soldera par une pole position et deux victoires,.

## Écuries
Liste des écuries disposant d'au moins un châssis :
- ARC Bratislava
- RLR Msport
- WEC
  -  Larbre Compétition
  -  United Autosports
- European Le Mans Series :
  -  Algarve Pro Racing
  -  IDEC Sport Racing
  -  Panis-Barthez Compétition
  -  Tockwith Motorsports
  -  United Autosports
  -  Inter Europol Competition
- WeatherTech SportsCar Championship :
  -  Extreme Speed Motorsports (Onroak Nissan DPi)
  -  PR1/Mathiasen Motorsports
  -  Visit Florida Racing
  - Sean Creech Motorsport

## Châssis
Liste de tous les châssis :
| Châssis  | Année | Première écurie           | Écuries suivantes    | Écuries suivantes     |
| -------- | ----- | ------------------------- | -------------------- | --------------------- |
| #OR05-02 | 2017  | Tequila Patrón ESM        |                      |                       |
| #OR05-03 | 2017  | Tequila Patrón ESM        |                      |                       |
| #OR05-04 | 2017  | PR1/Mathiasen Motorsports |                      |                       |
| #OR05-06 | 2017  | Jackie Chan DC Racing     |                      |                       |
| #OR05-07 | 2017  | United Autosports         |                      |                       |
| #OR05-08 | 2017  | Tockwith Motorsports      |                      |                       |
| #OR05-09 | 2017  | United Autosports         |                      |                       |
| #OR05-10 | 2017  | Panis-Barthez Compétition | 🇫🇷CD Sport           |                       |
| #OR05-11 | 2017  | IDEC Sport Racing         |                      |                       |
| #OR05-12 | 2017  | Panis-Barthez Compétition |                      |                       |
| #OR05-14 | 2017  | Algarve Pro Racing        |                      |                       |
| #OR05-15 | 2017  | ARC Bratislava            |                      |                       |
| #OR05-16 | 2017  | Eurasia Motorsport        | Visit Florida Racing | Jackie Chan DC Racing |
| #OR05-17 | 2018  | Eurasia Motorsport        |                      |                       |
| #OR05-18 | 2018  | Larbre Compétition        |                      |                       |
| #OR05-21 | 2018  | United Autosports         |                      |                       |

## Engagements
La Ligier JS P217 est engagée dans les championnats suivants  :

### WeatherTech United SportsCar Championship
| No. | Équipe                    | Voiture                 | Châssis | Pneus | Pilotes              |
| --- | ------------------------- | ----------------------- | ------- | ----- | -------------------- |
| 52  | PR1/Mathiasen Motorsports | Ligier JS P217 - Gibson | OR05-04 | C     | Tom Kimber-Smith     |
| 52  | PR1/Mathiasen Motorsports | Ligier JS P217 - Gibson | OR05-04 | C     | Mike Guasch          |
| 52  | PR1/Mathiasen Motorsports | Ligier JS P217 - Gibson | OR05-04 | C     | José Gutiérrez       |
| 52  | PR1/Mathiasen Motorsports | Ligier JS P217 - Gibson | OR05-04 | C     | RC Enerson           |
| 52  | PR1/Mathiasen Motorsports | Ligier JS P217 - Gibson | OR05-04 | C     | Olivier Pla          |
| 52  | PR1/Mathiasen Motorsports | Ligier JS P217 - Gibson | OR05-04 | C     | William Owen         |
| 52  | PR1/Mathiasen Motorsports | Ligier JS P217 - Gibson | OR05-04 | C     | Marco Bonanomi       |
| 52  | PR1/Mathiasen Motorsports | Ligier JS P217 - Gibson | OR05-04 | C     | Kenton Koch          |
| 52  | PR1/Mathiasen Motorsports | Ligier JS P217 - Gibson | OR05-04 | C     | Nicholas Boulle      |
| 52  | PR1/Mathiasen Motorsports | Ligier JS P217 - Gibson | OR05-04 | C     | David Ostella        |
| 52  | Visit Florida Racing      | Ligier JS P217 - Gibson | OR05-16 | C     | Marc Goossens        |
| 52  | Visit Florida Racing      | Ligier JS P217 - Gibson | OR05-16 | C     | Renger van der Zande |

### European Le Mans Series
| No. | Équipe                    | Voiture                 | Châssis | Pneus | Pilotes            |
| --- | ------------------------- | ----------------------- | ------- | ----- | ------------------ |
| 17  | IDEC Sport Racing         | Ligier JS P217 - Gibson | OR05-11 | M     | Patrice Lafargue   |
| 17  | IDEC Sport Racing         | Ligier JS P217 - Gibson | OR05-11 | M     | Paul Lafargue      |
| 17  | IDEC Sport Racing         | Ligier JS P217 - Gibson | OR05-11 | M     | David Zollinger    |
| 17  | IDEC Sport Racing         | Ligier JS P217 - Gibson | OR05-11 | M     | Olivier Pla        |
| 17  | IDEC Sport Racing         | Ligier JS P217 - Gibson | OR05-11 | M     | Paul-Loup Chatin   |
| 23  | Panis-Barthez Compétition | Ligier JS P217 - Gibson | OR05-10 | M     | Fabien Barthez     |
| 23  | Panis-Barthez Compétition | Ligier JS P217 - Gibson | OR05-10 | M     | Timothé Buret      |
| 23  | Panis-Barthez Compétition | Ligier JS P217 - Gibson | OR05-10 | M     | Nathanaël Berthon  |
| 23  | Panis-Barthez Compétition | Ligier JS P217 - Gibson | OR05-10 | M     | Simon Gachet       |
| 32  | United Autosports         | Ligier JS P217 - Gibson | OR05-07 | D     | William Owen       |
| 32  | United Autosports         | Ligier JS P217 - Gibson | OR05-07 | D     | Hugo de Sadeleer   |
| 32  | United Autosports         | Ligier JS P217 - Gibson | OR05-07 | D     | Filipe Albuquerque |
| 33  | Eurasia Motorsport        | Ligier JS P217 - Gibson | OR05-16 | D     | Jacques Nicolet    |
| 33  | Eurasia Motorsport        | Ligier JS P217 - Gibson | OR05-16 | D     | Pierre Nicolet     |
| 33  | Eurasia Motorsport        | Ligier JS P217 - Gibson | OR05-16 | D     | Erik Maris         |
| 34  | Tockwith Motorsports      | Ligier JS P217 - Gibson | OR05-08 | D     | Phil Hanson        |
| 34  | Tockwith Motorsports      | Ligier JS P217 - Gibson | OR05-08 | D     | Nigel Moore        |
| 34  | Tockwith Motorsports      | Ligier JS P217 - Gibson | OR05-08 | D     | Karun Chandhok     |
| 45  | Algarve Pro Racing        | Ligier JS P217 - Gibson | OR05-14 | D     | Mark Patterson     |
| 45  | Algarve Pro Racing        | Ligier JS P217 - Gibson | OR05-14 | D     | Matthew McMurry    |
| 45  | Algarve Pro Racing        | Ligier JS P217 - Gibson | OR05-14 | D     | Vincent Capillaire |
| 45  | Algarve Pro Racing        | Ligier JS P217 - Gibson | OR05-14 | D     | Andrea Roda        |
| 45  | Algarve Pro Racing        | Ligier JS P217 - Gibson | OR05-14 | D     | Andrea Pizzitola   |
| 45  | Algarve Pro Racing        | Ligier JS P217 - Gibson | OR05-14 | D     | Dean Koutsoumidis  |
| 49  | ARC Bratislava            | Ligier JS P217 - Gibson | OR05-15 | M     | Miroslav Konôpka   |
| 49  | ARC Bratislava            | Ligier JS P217 - Gibson | OR05-15 | M     | Konstantīns Calko  |
| 49  | ARC Bratislava            | Ligier JS P217 - Gibson | OR05-15 | M     | Rik Breukers       |